# Julius Mannhardt

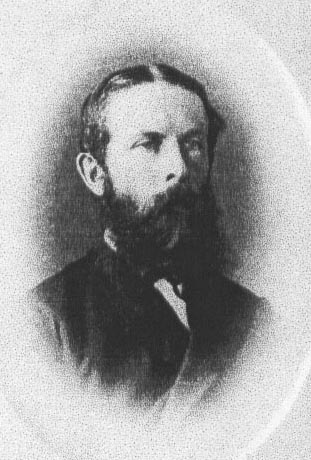
Julius Mannhardt

Julius Wilhelm Leberecht Mannhardt (* 8. Februar 1834 in Hanerau, Herzogtum Holstein; † 24. November 1893 daselbst) war ein weitgereister deutscher Ophthalmologe, der sich auch als Schriftsteller und Diplomat betätigte.

## Leben und Beruf
Julius Mannhardt war der Sohn von Charlotte Amalie Höpfner (1809–1884) und Wilhelm Mannhardt (1800–1890), der 1837 nahe dem der Familie gehörenden Gutshaus Hanerau das Mannhardtsche Knabeninstitut, eine private Internatsschule für Jungen, einrichtete. Julius Mannhardt besuchte ein Gymnasium in Hamburg und studierte im Anschluss daran Medizin an den Universitäten Heidelberg, Göttingen, Berlin und Kiel. In Göttingen trat er im Wintersemester 1853/54 in die Burschenschaft Hannovera ein. 1856 bestand er in Kiel das ärztliche Staatsexamen. Im Jahr darauf wurde er dort zum Dr. med. promoviert mit der Dissertation „De pseudarthrosi“ (= Nichtheilung von Frakturen).
Auf Empfehlung des Kieler Ordinarius für Chirurgie Friedrich von Esmarch, der sehr wahrscheinlich mit der Familie Mannhardt bekannt war, übernahm Julius Mannhardt 1863 eine orthopädische Klinik in Altona. Sein Interesse wandte sich immer stärker der Ophthalmologie zu. 1865 ließ er sich in Hamburg als Augenarzt nieder, bildete sich in diesem Fach jedoch bei Albrecht von Graefe in Berlin sowie bei Herman Snellen und Franciscus Cornelis Donders in Utrecht weiter fort.
1867 begab er sich nach Istanbul und praktizierte dort als Ophthalmologe. Die Arbeit bereitete ihm große Freude, zumal das orientalisch-bunte Flair der Stadt auch in seiner Praxis anzutreffen war. Er berichtete darüber in Briefen an seine Familie in der Heimat. Im Übrigen entdeckte er, dass armenische Lastenträger, die ohne familiären Anhang in Istanbul in größeren Gruppen zusammenlebten, an einem Blindheit verursachenden Trachom erheblich häufiger erkrankten als etwa türkische Soldaten, die in Kasernen lebten. Er führte das zu Recht auf eine Ansteckung zurück, die bei den christlichen Armeniern weit häufiger erfolge als bei den muslimischen Türken, weil, wie er meinte, letztgenannte ein größeres Bedürfnis nach frischer Luft und Reinlichkeit hätten, sich insbesondere möglichst in fließendem Wasser wuschen.
1869 zog Mannhardt nach Florenz, der damaligen Hauptstadt des Königreichs Italien. Auch hier praktizierte er als Augenarzt. Nun konnte er seine Familie aus Holstein nachkommen lassen. Sein Sohn Wilhelm L. Mannhardt starb dort am 13. Dezember 1873 im Alter von 12 Jahren und wurde auf dem protestantischen, sogenannten Englischen Friedhof beerdigt. Gleiches widerfuhr seiner Tochter Mathilde, die am 12. Januar 1876 im Alter von 13 Jahren starb. Mannhardt blieb bis 1878 in Florenz. In dieser Zeit unternahm er Reisen in Italien, besuchte u. a. Rom, Neapel und Bagni di Lucca. Einmal führte ihn eine Reise über Italien hinaus bis nach Tunis. An allen Orten, an denen er sich längere Zeit aufhielt, war er auch augenärztlich tätig.
Die Gesandtschaften des Norddeutschen Bundes sowohl in Istanbul als auch in Florenz hatten nach Berlin gemeldet, Julius Mannhardt sei von seiner Persönlichkeit sowie von seiner Tatkraft her jemand, der erforderlichenfalls mit einer geheimen diplomatischen Mission beauftragt werden könne. Eine solche ergab sich 1870 kurz nach Ausbruch des Deutsch-Französischen Krieges. Auf Weisung des Auswärtigen Amtes des Norddeutschen Bundes, also im Einvernehmen mit Bismarck, wurde Julius Mannhardt vom Gesandten des Norddeutschen Bundes in Florenz ersucht, unverzüglich Giuseppe Garibaldi auf der Isola Caprera, einer kleinen Insel nördlich von Sardinien, aufzusuchen, um mit ihm über die Gestellung eines Hilfskorps auf deutscher Seite im Krieg gegen Frankreich zu verhandeln. Gegen entsprechende Subsidien erklärte sich Garibaldi bereit und versprach, mit bis zu 30.000 Mann einzugreifen. Garibaldi machte jedoch einen gewichtigen Vorbehalt: Er wolle nur gegen das Kaiserreich Frankreich kämpfen, nicht gegen ein republikanisches Frankreich. Da beide Verhandlungspartner sich die letztgenannte Staatsform für Frankreich in allernächster Zeit nicht vorstellen konnten, akzeptierte Mannhardt den Vorbehalt und Garibaldi erklärte sich zum Alliierten der deutschen Armeen. Als Mannhardt wieder in Florenz eintraf und dem Gesandten des Norddeutschen Bundes vom erfolgreichen Abschluss der Verhandlungen berichtete, zeigte der ihm eine gerade eingetroffene Depesche, in der vom Ausgang der Schlacht bei Sedan am 1. September 1870 berichtet wurde: Kapitulation eines Großteils der französischen Armee und Gefangenschaft von Kaiser Napoleon III. Beide Gesprächsteilnehmer gingen davon aus, der Krieg sei damit beendet – und Mannhardt bemerkte, seine Reise nach Caprera sei nutzlos gewesen. Sie konnten sich nicht vorstellen, dass der Krieg weiter geführt würde und Garibaldi seinen Vorbehalt bei den Verhandlungen mit Mannhardt nutzte, zur Unterstützung der republikanischen Sache mit einer Gruppe Freiwilliger nach Südfrankreich zu gehen. Es gab einige wenige Scharmützel mit deutschen Truppen, doch war das Eingreifen Garibaldis letztlich nicht entscheidend für den Ausgang des Krieges.
Nach Holstein zurückgekehrt, betätigte Mannhardt sich augenärztlich in Hanerau und Neumünster. Bereits 1880 begab er sich erneut auf eine Reise, diesmal nach Venezuela, in das Geburtsland seiner Ehefrau Mathilde, geborene Vollmer y Rivas (1842–1896), einer Klaviervirtuosin, mit der er neun Kinder hatte. In Venezuela praktizierte er mehrere Monate als Augenarzt.
Dokumentiert ist seine Reise nach Südamerika (unter anderem Havanna, die Azoren) in der Abschrift von Briefen an seine Familie „Briefe aus Amerika“. Sie beginnen mit dem Datum 8. Oktober 1880 („An Bord des Royal Mail Schiffs Cagus“) und enden am 15. Februar 1881 (im Commercial Hotel auf der Karibikinsel St. Thomas). Auch hier war er offenbar als Augenarzt tätig: "Hier (in St. Thomas, Anm. des Autors) ist ein Herr aus Porto Rico, der mich erwartet und operiert werden will. Ich werde also kaum den 16. nach Havanna abreisen können".
Nach ihrer Rückkehr 1881 bezog die Familie das Gut „Fernsicht“ in Kellinghusen, von wo aus Mannhardt seine Praxis in Neumünster betreute. Mit der gesamten Familie war Theodor Storm gut bekannt; er verzog 1880 von Husum nach Hademarschen, besuchte aber auch Julius Mannhardt in Kellinghusen und lernte so 1884 dort den Dichter Detlev von Liliencron kennen.
Ein Ischiasleiden veranlasste Julius Mannhardt später, nach Lübeck zu ziehen. Er verstarb 1893 an seinem Geburtsort, seine Frau am 24. Mai 1896 in Lübeck.

## Veröffentlichungen
- De pseudarthrosi (= Schriften der Universität zu Kiel. Bd. 4,7, Med. 2). C. F. Mohr, Kiel 1857, 11 S. (medizinische Dissertation, Universität Kiel, 1857).

Die Erkenntnisse, die Mannhardt zwischen 1858 und 1887 als Augenarzt gewonnen hatte, wurden in zehn Aufsätzen in Albrecht von Graefe’s Archiv für Ophthalmologie bzw. in den Klinischen Monatsblättern für Augenheilkunde veröffentlicht und sind in der Abhandlung von Dieter Schmidt aufgeführt. Darunter befindet sich:
- Klinische Mittheilungen aus Constantinopel. In: Archiv für Ophthalmologie. Bd. 14, H. 3 (Oktober 1868), S. 26–50, doi:10.1007/BF02720672.

Julius Mannhardt schrieb – von Theodor Storm gefördert – auch Novellen.
- Erzählungen aus den Bädern von Lucca. Zu dieser Schrift hat Theodor Storm ein Vorwort geschrieben. Mit diesem Vorwort versehen erschien die Geschichte eines faux ménage unter dem Pseudonym G. Dur in: Westermanns Monatshefte. Band 58 (1885), S. 655–669.[5]
- Frau Venus, ohne Verfasser, in: Die Grenzboten. 59. Jahrgang (1900), Erstes Vierteljahr, S. 37–44 und 92–98.

Mannhardt beschäftigte sich mit weltanschaulichen Problemen und gab anonym das 436 Seiten umfassende Werk heraus:
- Ein Katechismus der Moral und Politik für das deutsche Volk. Verlag von E. L. Hirschfeld, Leipzig 1891.[5] Im selben Jahr wurde eine zweite Auflage gedruckt. Etliche Jahre nach Mannhardts Tod erlebte das Buch 1921 einen Nachdruck.